# You Are the Reason
You Are the Reason è un singolo del cantante britannico Calum Scott, pubblicato il 17 novembre 2017. Il singolo ha venduto oltre 5 milioni di copie nel mondo, ed il video del brano, girato a Kiev, in Ucraina, ha generato più di 800 milioni di visualizzazioni su YouTube. È stata anche realizzata una versione alternativa che vede Scott impegnato in duetto con Leona Lewis.
Il brano è stato successivamente incluso nel primo album studio di Scott pubblicato nel 2018, Only Human.

## Tracce
Download digitale
Testi e musiche di Calum Scott, Corey Sanders e Jon Maguire.
1. You Are the Reason – 3:24

Download digitale (Versione in duetto)
Testi e musiche di Calum Scott, Corey Sanders e Jon Maguire.
1. You Are the Reason (with Leona Lewis) – 3:10

## Classifiche
| Classifica (2018-22) | Posizione massima |
| -------------------- | ----------------- |
| Belgio (Vallonia)    | 11                |
| Canada               | 76                |
| Francia              | 89                |
| Irlanda              | 55                |
| Regno Unito          | 43                |
| Sudafrica            | 99                |
| Svezia               | 1                 |
| Svizzera             | 9                 |